# Solange de Mailly Nesle
Pour les articles homonymes, voir Mailly.
Solange de Mailly Nesle est une astrologue française qui a fondé en 1989 une école d'astrologie appelée AGAPE.

## Sources
- Jacques Halbronn, Nouveau Guide de la Vie Astrologique 1996, éditions La Grande Conjonction, 1995